# NBA Playoffs 2013
Gli NBA Playoffs 2013 sono iniziati il 20 aprile e si sono conclusi il 21 giugno. Il titolo è andato ai Miami Heat, vincenti per 4-3 nella serie finale sui San Antonio Spurs.

## Formato
Il formato è identico all'edizione precedente.
- Sono qualificate 16 squadre, 8 per ciascuna delle due Conference: Eastern Conference e Western Conference. Per ogni Conference accedono automaticamente ai playoff le squadre vincitrici di ciascuna delle tre Division, più la migliore seconda; le altre 4 squadre sono quelle meglio classificate nella Conference.
- Tutti gli incontri si giocano al meglio delle 7 partite; la squadra meglio classificata in stagione regolare giocherà in casa: gara-1, gara-2, gara-5 e gara-7. Fa eccezione la serie finale: la squadra meglio classificata gioca in casa gara-1, gara-2, gara-6 e gara-7.

## Squadre qualificate

### Eastern Conference
1. Miami Heat
2. N.Y. Knicks
3. Indiana Pacers
4. Brooklyn Nets
5. Chicago Bulls
6. Atlanta Hawks
7. Boston Celtics
8. Milwaukee Bucks

### Western Conference
1. Oklahoma Thunder
2. San Antonio Spurs
3. Denver Nuggets
4. L.A. Clippers
5. Memphis Grizzlies
6. G.S. Warriors
7. L.A. Lakers
8. Houston Rockets

## Tabellone
|  | Primo turno | Primo turno        | Primo turno         |                    |                     | Semifinali di conference | Semifinali di conference | Semifinali di conference |  |   | Finali di conference | Finali di conference | Finali di conference |  |    | Finale NBA          | Finale NBA | Finale NBA |
|  |             |                    |                     |                    |                     |                          |                          |                          |  |   |                      |                      |                      |  |    |                     |            |            |
|  | 1           | Oklahoma Thunder * | 4                   |                    |                     |                          |                          |                          |  |   |                      |                      |                      |  |    |                     |            |            |
|  | 8           | Houston Rockets    | 2                   |                    |                     |                          |                          |                          |  |   |                      |                      |                      |  |    |                     |            |            |
|  | 8           | Houston Rockets    | 2                   |                    | 1                   | Oklahoma Thunder *       | 1                        |                          |  |   |                      |                      |                      |  |    |                     |            |            |
|  |             |                    |                     |                    | 1                   | Oklahoma Thunder *       | 1                        |                          |  |   |                      |                      |                      |  |    |                     |            |            |
|  |             | 5                  | Memphis Grizzlies   | 4                  |                     |                          |                          |                          |  |   |                      |                      |                      |  |    |                     |            |            |
|  | 4           | 5                  | Memphis Grizzlies   | 4                  | L.A. Clippers *     | 2                        |                          |                          |  |   |                      |                      |                      |  |    |                     |            |            |
|  | 4           |                    |                     |                    | L.A. Clippers *     | 2                        |                          |                          |  |   |                      |                      |                      |  |    |                     |            |            |
|  | 5           | Memphis Grizzlies  | 4                   |                    |                     |                          |                          |                          |  |   |                      |                      |                      |  |    |                     |            |            |
|  | 5           | Memphis Grizzlies  | 4                   |                    |                     |                          |                          |                          |  | 5 | Memphis Grizzlies    | 0                    |                      |  |    |                     |            |            |
|  |             |                    |                     | Western Conference |                     |                          |                          |                          |  | 5 | Memphis Grizzlies    | 0                    |                      |  |    |                     |            |            |
|  |             | 2                  | San Antonio Spurs * | 4                  |                     |                          |                          |                          |  |   |                      |                      |                      |  |    |                     |            |            |
|  | 3           | 2                  | San Antonio Spurs * | 4                  | Denver Nuggets      | 2                        |                          |                          |  |   |                      |                      |                      |  |    |                     |            |            |
|  | 3           |                    |                     |                    | Denver Nuggets      | 2                        |                          |                          |  |   |                      |                      |                      |  |    |                     |            |            |
|  | 6           | G.S. Warriors      | 4                   |                    |                     |                          |                          |                          |  |   |                      |                      |                      |  |    |                     |            |            |
|  | 6           | G.S. Warriors      | 4                   |                    | 6                   | G.S. Warriors            | 2                        |                          |  |   |                      |                      |                      |  |    |                     |            |            |
|  |             |                    |                     |                    | 6                   | G.S. Warriors            | 2                        |                          |  |   |                      |                      |                      |  |    |                     |            |            |
|  |             | 2                  | San Antonio Spurs * | 4                  |                     |                          |                          |                          |  |   |                      |                      |                      |  |    |                     |            |            |
|  | 2           | 2                  | San Antonio Spurs * | 4                  | San Antonio Spurs * | 4                        |                          |                          |  |   |                      |                      |                      |  |    |                     |            |            |
|  | 2           |                    |                     |                    | San Antonio Spurs * | 4                        |                          |                          |  |   |                      |                      |                      |  |    |                     |            |            |
|  | 7           | L.A. Lakers        | 0                   |                    |                     |                          |                          |                          |  |   |                      |                      |                      |  |    |                     |            |            |
|  | 7           | L.A. Lakers        | 0                   |                    |                     |                          |                          |                          |  |   |                      |                      |                      |  | W2 | San Antonio Spurs * | 3          |            |
|  |             |                    |                     |                    |                     |                          |                          |                          |  |   |                      |                      |                      |  | W2 | San Antonio Spurs * | 3          |            |
|  |             | E1                 | Miami Heat *        | 4                  |                     |                          |                          |                          |  |   |                      |                      |                      |  |    |                     |            |            |
|  | 1           | E1                 | Miami Heat *        | 4                  | Miami Heat *        | 4                        |                          |                          |  |   |                      |                      |                      |  |    |                     |            |            |
|  | 1           |                    |                     |                    | Miami Heat *        | 4                        |                          |                          |  |   |                      |                      |                      |  |    |                     |            |            |
|  | 8           | Milwaukee Bucks    | 0                   |                    |                     |                          |                          |                          |  |   |                      |                      |                      |  |    |                     |            |            |
|  | 8           | Milwaukee Bucks    | 0                   |                    | 1                   | Miami Heat *             | 4                        |                          |  |   |                      |                      |                      |  |    |                     |            |            |
|  |             |                    |                     |                    | 1                   | Miami Heat *             | 4                        |                          |  |   |                      |                      |                      |  |    |                     |            |            |
|  |             | 5                  | Chicago Bulls       | 1                  |                     |                          |                          |                          |  |   |                      |                      |                      |  |    |                     |            |            |
|  | 4           | 5                  | Chicago Bulls       | 1                  | Brooklyn Nets       | 3                        |                          |                          |  |   |                      |                      |                      |  |    |                     |            |            |
|  | 4           |                    |                     |                    | Brooklyn Nets       | 3                        |                          |                          |  |   |                      |                      |                      |  |    |                     |            |            |
|  | 5           | Chicago Bulls      | 4                   |                    |                     |                          |                          |                          |  |   |                      |                      |                      |  |    |                     |            |            |
|  | 5           | Chicago Bulls      | 4                   |                    |                     |                          |                          |                          |  | 1 | Miami Heat *         | 4                    |                      |  |    |                     |            |            |
|  |             |                    |                     | Eastern Conference |                     |                          |                          |                          |  | 1 | Miami Heat *         | 4                    |                      |  |    |                     |            |            |
|  |             | 3                  | Indiana Pacers *    | 3                  |                     |                          |                          |                          |  |   |                      |                      |                      |  |    |                     |            |            |
|  | 3           | 3                  | Indiana Pacers *    | 3                  | Indiana Pacers *    | 4                        |                          |                          |  |   |                      |                      |                      |  |    |                     |            |            |
|  | 3           |                    |                     |                    | Indiana Pacers *    | 4                        |                          |                          |  |   |                      |                      |                      |  |    |                     |            |            |
|  | 6           | Atlanta Hawks      | 2                   |                    |                     |                          |                          |                          |  |   |                      |                      |                      |  |    |                     |            |            |
|  | 6           | Atlanta Hawks      | 2                   |                    | 3                   | Indiana Pacers *         | 4                        |                          |  |   |                      |                      |                      |  |    |                     |            |            |
|  |             |                    |                     |                    | 3                   | Indiana Pacers *         | 4                        |                          |  |   |                      |                      |                      |  |    |                     |            |            |
|  |             | 2                  | N.Y. Knicks *       | 2                  |                     |                          |                          |                          |  |   |                      |                      |                      |  |    |                     |            |            |
|  | 2           | 2                  | N.Y. Knicks *       | 2                  | N.Y. Knicks *       | 4                        |                          |                          |  |   |                      |                      |                      |  |    |                     |            |            |
|  | 2           |                    |                     |                    | N.Y. Knicks *       | 4                        |                          |                          |  |   |                      |                      |                      |  |    |                     |            |            |
|  | 7           | Boston Celtics     | 2                   |                    |                     |                          |                          |                          |  |   |                      |                      |                      |  |    |                     |            |            |

Legenda
- * Vincitore Division
- "Grassetto" Vincitore serie
- "Corsivo" Squadra con fattore campo

## Eastern Conference

### Primo turno

#### (1) Miami Heat - (8) Milwaukee Bucks
RISULTATO FINALE: 4-0
| Arbitri: | James Capers Bennett Salvatore Sean Corbin |

|             |          |                       |
| L. James 27 | Punti    | B. Jennings 26        |
| L. James 10 | Assist   | M. Ellis, J. Redick 3 |
| L. James 8  | Rimbalzi | E. İlyasova 6         |

| Arbitri: | Tony Brothers Ron Garretson Zach Zarba |

|            |          |                |
| D. Wade 21 | Punti    | E. İlyasova 21 |
| L. James 6 | Assist   | M. Ellis 5     |
| L. James 8 | Rimbalzi | E. İlyasova 6  |

| Arbitri: | Scott Foster Bill Kennedy Scott Wall |

|                            |          |             |
| B. Jennings, L. Sanders 16 | Punti    | R. Allen 23 |
| B. Jennings 8              | Assist   | D. Wade 11  |
| L. Sanders 11              | Rimbalzi | C. Bosh 14  |

| Arbitri: | Danny Crawford Marc Davis Michael Smith |

|               |          |             |
| M. Ellis 21   | Punti    | L. James 30 |
| M. Ellis 8    | Assist   | L. James 7  |
| L. Sanders 11 | Rimbalzi | L. James 8  |

PRECEDENTI IN REGULAR SEASON
| Regular Season 2012-13 | Miami Heat | 3 – 1                                                               | Milwaukee Bucks | Referto 1 - Referto 2 -Referto 3 - Referto 4 |
| Miami Heat 113 Milwaukee Bucks 104 Milwaukee Bucks 94 Miami Heat 94 Punti 106 Milwaukee Bucks 85 Miami Heat 107 Miami Heat 83 Milwaukee Bucks |            |                                                                     |                 |                                              |
| |            |                                                                     |                 |                                              |
| Miami Heat 113 Milwaukee Bucks 104 Milwaukee Bucks 94 Miami Heat 94                                                                           | Punti      | 106 Milwaukee Bucks 85 Miami Heat 107 Miami Heat 83 Milwaukee Bucks |                 |                                              |

PRECEDENTI NEI PLAYOFF

Si è trattata della prima sfida tra le due squadre ai playoff.

#### (2) New York Knicks - (7) Boston Celtics
RISULTATO FINALE: 4-2
| Arbitri: | Monty McCutchen Bill Spooner Gary Zielinski |

|               |          |             |
| C. Anthony 36 | Punti    | J. Green 26 |
| R. Felton 6   | Assist   | P. Pierce 7 |
| K. Martin 9   | Rimbalzi | B. Bass 10  |

| Arbitri: | Derrick Stafford David Jones Rodney Mott |

|               |          |               |
| C. Anthony 34 | Punti    | P. Pierce 18  |
| P. Prigioni 5 | Assist   | P. Pierce 6   |
| K. Martin 11  | Rimbalzi | K. Garnett 11 |

| Arbitri: | Danny Crawford Marc Davis Michael Smith |

|               |          |                            |
| J. Green 21   | Punti    | C. Anthony 26              |
| P. Pierce 5   | Assist   | R. Felton 10               |
| K. Garnett 17 | Rimbalzi | T. Chandler, I. Shumpert 8 |

| Arbitri: | Scott Foster Derrick Collins Bill Kennedy |

|                         |          |                |
| P. Pierce 29            | Punti    | C. Anthony 36  |
| K. Garnett, P. Pierce 6 | Assist   | R. Felton 3    |
| K. Garnett 17           | Rimbalzi | I. Shumpert 12 |

| Arbitri: | James Capers Jr. Sean Corbin Joe Crawford |

|                |          |               |
| C. Anthony 22  | Punti    | J. Green 18   |
| R. Felton 4    | Assist   | K. Garnett 5  |
| T. Chandler 11 | Rimbalzi | K. Garnett 18 |

| Arbitri: | Ken Mauer Ed Malloy Bennett Salvatore |

|               |          |                |
| J. Green 21   | Punti    | C. Anthony 21  |
| P. Pierce 5   | Assist   | R. Felton 7    |
| K. Garnett 10 | Rimbalzi | T. Chandler 12 |

PRECEDENTI IN REGULAR SEASON
| Regular Season 2012-13 | N.Y. Knicks | 3 – 1                                                                       | Boston Celtics | Referto 1 - Referto 2 - Referto 3 - Referto 4 |
| New York Knicks 96 Boston Celtics 86 Boston Celtics 85 New York Knicks 108 Punti 102 Boston Celtics 89 New York Knicks 100 New York Knicks 89 Boston Celtics |             |                                                                             |                |                                               |
| |             |                                                                             |                |                                               |
| New York Knicks 96 Boston Celtics 86 Boston Celtics 85 New York Knicks 108                                                                                   | Punti       | 102 Boston Celtics 89 New York Knicks 100 New York Knicks 89 Boston Celtics |                |                                               |

PRECEDENTI NEI PLAYOFF
|  | N.Y. Knicks (1951, 1952, 1953, 1972, 1973, 1990) | 6 – 8 | Boston Celtics (1954, 1955, 1967, 1969, 1974, 1984, 1988, 2011) |  |

#### (3) Indiana Pacers - (6) Atlanta Hawks
RISULTATO FINALE: 4-2
| Arbitri: | Derrick Stafford David Jones Rodney Mott |

|              |          |              |
| P. George 23 | Punti    | J. Teague 21 |
| P. George 12 | Assist   | J. Teague 7  |
| P. George 11 | Rimbalzi | J. Smith 8   |

| Arbitri: | Ken Mauer Ed Malloy Sean Wright |

|                                                         |          |               |
| P. George 27 "                                          | Punti    | D. Harris 17  |
| G. Hill, P. George, R. Hibbert, D. West D.J. Augustin 3 | Assist   | A. Horford 5  |
| R. Hibbert 9                                            | Rimbalzi | A. Horford 10 |

| Arbitri: | Mike Callahan Scott Wall Tom Washington |

|               |          |                                        |
| A. Horford 26 | Punti    | D. West 18                             |
| J. Smith 6    | Assist   | G. Hill 3                              |
| A. Horford 16 | Rimbalzi | P. George, T. Hansbrough, R. Hibbert 9 |

| Arbitri: | Joey Crawford Tony Brown James Capers |

|                        |          |                 |
| J. Smith 29            | Punti    | P. George 21    |
| D. Harris, J. Teague 6 | Assist   | L. Stephenson 8 |
| J. Smith 11            | Rimbalzi | P. George 12    |

| Arbitri: | Derrick Collins Monty McCutchen Bennett Salvatore |

|                  |          |                         |
| D. West 24       | Punti    | A. Horford, J. Smith 14 |
| G. Hill 10       | Assist   | J. Teague 5             |
| L. Stephenson 12 | Rimbalzi | A. Horford 9            |

| Arbitri: | Tony Brothers Ron Garretson Zach Zarba |

|                                   |          |                              |
| A. Horford 15                     | Punti    | G. Hill, D. West 21          |
| A. Horford, D. Harris, J. Smith 3 | Assist   | P. George 7                  |
| J. Smith 9                        | Rimbalzi | R. Hibbert, L. Stephenson 11 |

PRECEDENTI IN REGULAR SEASON
| Regular Season 2012-13 | Indiana Pacers | 2 – 2                                                                   | Atlanta Hawks | Referto 1 - Referto 2 - Referto 3 - Referto 4 |
| Atlanta Hawks 89 Atlanta Hawks 109 Indiana Pacers 114 Indiana Pacers 100 Punti 86 Indiana Pacers 100 Indiana Pacers 103 Atlanta Hawks 94 Atlanta Hawks |                |                                                                         |               |                                               |
| |                |                                                                         |               |                                               |
| Atlanta Hawks 89 Atlanta Hawks 109 Indiana Pacers 114 Indiana Pacers 100                                                                               | Punti          | 86 Indiana Pacers 100 Indiana Pacers 103 Atlanta Hawks 94 Atlanta Hawks |               |                                               |

PRECEDENTI NEI PLAYOFF
|  | Indiana Pacers (1994, 1995) | 2 – 2 | Atlanta Hawks (1987, 1996) |  |

#### (4) Brooklyn Nets - (5) Chicago Bulls
RISULTATO FINALE: 3-4
| Arbitri: | Ken Mauer Ed Malloy Sean Wright |

|                |          |              |
| D. Williams 22 | Punti    | C. Boozer 25 |
| D. Williams 7  | Assist   | C. Boozer 4  |
| R. Evans 13    | Rimbalzi | C. Boozer 8  |

| Arbitri: | Monty McCutchen Bill Spooner Gary Zielinski |

|                |          |              |
| B. Lopez 21    | Punti    | L. Deng 15   |
| D. Williams 10 | Assist   | K. Hinrich 5 |
| R. Evans 8     | Rimbalzi | C. Boozer 12 |

| Arbitri: | Joey Crawford James Capers Sean Corbin |

|                      |          |               |
| C. Boozer 22         | Punti    | B. Lopez 22   |
| C. Boozer, L. Deng 3 | Assist   | D. Williams 4 |
| C. Boozer 16         | Rimbalzi | R. Evans 12   |

| Arbitri: | Tony Brothers Ron Garretson Eric Lewis |

|                |          |                |
| N. Robinson 34 | Punti    | D. Williams 32 |
| K. Hinrich 14  | Assist   | D. Williams 10 |
| J. Noah 13     | Rimbalzi | R. Evans 13    |

| Arbitri: | Mike Callahan Tom Washington Zach Zarba |

|                |          |                |
| B. Lopez 28    | Punti    | N. Robinson 20 |
| D. Williams 10 | Assist   | N. Robinson 8  |
| R. Evans 12    | Rimbalzi | C. Boozer 10   |

| Arbitri: | Scott Foster John Goble Bill Kennedy |

|                 |          |                                      |
| M. Belinelli 22 | Punti    | D. Williams, J. Johnson, B. Lopez 17 |
| M. Belinelli 7  | Assist   | D. Williams 11                       |
| J. Noah 15      | Rimbalzi | R. Evans 15                          |

| Arbitri: | Monty McCutchen James Capers Jason Phillips |

|                |          |                          |
| D. Williams 24 | Punti    | M. Belinelli, J. Noah 24 |
| D. Williams 7  | Assist   | J. Butler, N. Robinson 4 |
| R. Evans 13    | Rimbalzi | J. Noah 14               |

PRECEDENTI IN REGULAR SEASON
| Regular Season 2012-13 | Brooklyn Nets | 1 – 3                                                               | Chicago Bulls | Referto 1 - Referto 2 - Referto 3 - Referto 4 |
| Chicago Bulls 83 Brooklyn Nets 93 Chicago Bulls 96 Brooklyn Nets 90 Punti 82 Brooklyn Nets 89 Chicago Bulls 85 Brooklyn Nets 92 Chicago Bulls |               |                                                                     |               |                                               |
| |               |                                                                     |               |                                               |
| Chicago Bulls 83 Brooklyn Nets 93 Chicago Bulls 96 Brooklyn Nets 90                                                                           | Punti         | 82 Brooklyn Nets 89 Chicago Bulls 85 Brooklyn Nets 92 Chicago Bulls |               |                                               |

PRECEDENTI NEI PLAYOFF
|  | Brooklyn Nets | 0 – 1 | Chicago Bulls (1998) |  |

### Semifinali

#### (1) Miami Heat - (5) Chicago Bulls
RISULTATO FINALE: 4-1
| Arbitri: | Ken Mauer Ed Malloy Tom Washington |

|                         |          |                |
| L. James 24             | Punti    | N. Robinson 27 |
| L. James, M. Chalmers 7 | Assist   | N. Robinson 9  |
| L. James 8              | Rimbalzi | J. Butler 14   |

| Arbitri: | Scott Foster Rodney Mott Sean Wright |

|             |          |                 |
| R. Allen 21 | Punti    | M. Belinelli 13 |
| L. James 9  | Assist   | M. Belinelli 6  |
| N. Cole 6   | Rimbalzi | J. Noah 6       |

| Arbitri: | Joey Crawford David Guthrie Derrick Stafford |

|               |          |             |
| C. Boozer 21  | Punti    | L. James 25 |
| N. Robinson 7 | Assist   | L. James 7  |
| J. Noah 11    | Rimbalzi | C. Bosh 19  |

| Arbitri: | Danny Crawford Marc Davis Jason Phillips |

|                            |          |                       |
| C. Boozer 14               | Punti    | L. James 27           |
| R. Hamilton, N. Robinson 4 | Assist   | L. James 8            |
| C. Boozer 12               | Rimbalzi | L. James, U. Haslem 7 |

| Arbitri: | Tony Brothers Mike Callahan Bennett Salvatore |

|                     |          |               |
| L. James 23         | Punti    | C. Boozer 26  |
| L. James 8          | Assist   | N. Robinson 6 |
| L. James, C. Bosh 7 | Rimbalzi | C. Boozer 13  |

PRECEDENTI IN REGULAR SEASON
| Regular Season 2012-13 | Miami Heat | 2 – 2                                                         | Chicago Bulls | Referto 1 - Referto 2 - Referto 3 - Referto 4 |
| Miami Heat 89 Chicago Bulls 67 Chicago Bulls 101 Miami Heat 105 Punti 96 Chicago Bulls 86 Miami Heat 97 Miami Heat 93 Chicago Bulls |            |                                                               |               |                                               |
| |            |                                                               |               |                                               |
| Miami Heat 89 Chicago Bulls 67 Chicago Bulls 101 Miami Heat 105                                                                     | Punti      | 96 Chicago Bulls 86 Miami Heat 97 Miami Heat 93 Chicago Bulls |               |                                               |

PRECEDENTI NEI PLAYOFF
|  | Miami Heat (2006, 2011) | 2 – 4 | Chicago Bulls (1992, 1996, 1997, 2007) |  |

#### (2) New York Knicks - (3) Indiana Pacers
RISULTATO FINALE: 2-4
| Arbitri: | Danny Crawford Marc Davis Michael Smith |

|               |          |                  |
| C. Anthony 27 | Punti    | D. West 20       |
| P. Prigioni 6 | Assist   | G. Hill 6        |
| C. Anthony 11 | Rimbalzi | L. Stephenson 13 |

| Arbitri: | Joey Crawford Sean Corbin Derrick Stafford |

|                        |          |               |
| C. Anthony 32          | Punti    | P. George 20  |
| J. Kidd, P. Prigioni 4 | Assist   | G. Hill 7     |
| C. Anthony 9           | Rimbalzi | R. Hibbert 12 |

| Arbitri: | Mike Callahan Tony Brothers Zach Zarba |

|                        |          |                |
| R. Hibbert 24          | Punti    | C. Anthony 21  |
| P. George 8            | Assist   | P. Prigioni 3  |
| D. West, R. Hibbert 12 | Rimbalzi | I. Shumpert 10 |

| Arbitri: | Monty McCutchen Ron Garretson Bill Spooner |

|              |          |                |
| G. Hill 26   | Punti    | C. Anthony 24  |
| P. George 7  | Assist   | R. Felton 6    |
| P. George 14 | Rimbalzi | T. Chandler 10 |

| Arbitri: | Scott Foster John Goble Bill Kennedy |

|               |          |              |
| C. Anthony 28 | Punti    | P. George 23 |
| R. Felton 4   | Assist   | P. George 6  |
| T. Chandler 8 | Rimbalzi | D. West 10   |

| Arbitri: | Ed Malloy Ken Mauer Tom Washington |

|                               |          |                        |
| L. Stephenson 25              | Punti    | C. Anthony 39          |
| G. Hill, P. George, D. West 4 | Assist   | J. Kidd, P. Prigioni 6 |
| R. Hibbert 12                 | Rimbalzi | J.R. Smith 10          |

PRECEDENTI IN REGULAR SEASON
| Regular Season 2012-13 | N.Y. Knicks | 2 – 2                                                                     | Indiana Pacers | Referto 1 - Referto 2 - Referto 3 - Referto 4 |
| New York Knicks 88 Indiana Pacers 81 Indiana Pacers 125 New York Knicks 90 Punti 76 Indiana Pacers 76 New York Knicks 91 New York Knicks 80 Indiana Pacers |             |                                                                           |                |                                               |
| |             |                                                                           |                |                                               |
| New York Knicks 88 Indiana Pacers 81 Indiana Pacers 125 New York Knicks 90                                                                                 | Punti       | 76 Indiana Pacers 76 New York Knicks 91 New York Knicks 80 Indiana Pacers |                |                                               |

PRECEDENTI NEI PLAYOFF
|  | N.Y. Knicks (1993, 1994, 1999) | 3 – 3 | Indiana Pacers (1995, 1998, 2000) |  |

### Finale

#### (1) Miami Heat - (3) Indiana Pacers
RISULTATO FINALE: 4-3
| Arbitri: | Monty McCutchen Tony Brothers Jason Phillips |

|             |          |                  |
| L. James 30 | Punti    | P. George 27     |
| L. James 10 | Assist   | G. Hill 7        |
| L. James 10 | Rimbalzi | L. Stephenson 12 |

| Arbitri: | Scott Foster Bill Kennedy Tom Washington |

|                        |          |               |
| L. James 36            | Punti    | R. Hibbert 29 |
| M. Chalmers, D. Wade 5 | Assist   | P. George 6   |
| L. James 8             | Rimbalzi | R. Hibbert 10 |

| Arbitri: | Ken Mauer Mike Callahan Ed Malloy |

|               |          |               |
| D. West 21    | Punti    | L. James 22   |
| P. George 8   | Assist   | D. Wade 8     |
| R. Hibbert 17 | Rimbalzi | C. Andersen 9 |

| Arbitri: | Joey Crawford Rodney Mott Derrick Stafford |

|                        |          |             |
| R. Hibbert 23          | Punti    | L. James 24 |
| G. Hill 6              | Assist   | D. Wade 6   |
| R. Hibbert, D. West 12 | Rimbalzi | R. Allen 7  |

| Arbitri: | James Capers Jr. Dan Crawford Marc Davis |

|                         |          |              |
| L. James 30             | Punti    | P. George 27 |
| L. James, M. Chalmers 6 | Assist   | P. George 5  |
| L. James 8              | Rimbalzi | P. George 11 |

| Arbitri: | Monty McCutchen Tony Brothers Jason Phillips |

|              |          |              |
| P. George 28 | Punti    | L. James 29  |
| G. Hill 6    | Assist   | L. James 6   |
| D. West 14   | Rimbalzi | J. Anthony 8 |

| Arbitri: | Scott Foster Mike Callahan Ken Mauer |

|                     |          |                 |
| L. James 32         | Punti    | R. Hibbert 18   |
| N. Cole, L. James 4 | Assist   | L. Stephenson 5 |
| D. Wade 9           | Rimbalzi | R. Hibbert 8    |

PRECEDENTI IN REGULAR SEASON
| Regular Season 2012-13                                                                                  | Miami Heat | 1 – 2                                         | Indiana Pacers | Referto 1 - Referto 2 - Referto 3 |
| Indiana Pacers 87 Indiana Pacers 102 Miami Heat 105 Punti 77 Miami Heat 89 Miami Heat 91 Indiana Pacers |            |                                               |                |                                   |
| |            |                                               |                |                                   |
| Indiana Pacers 87 Indiana Pacers 102 Miami Heat 105                                                     | Punti      | 77 Miami Heat 89 Miami Heat 91 Indiana Pacers |                |                                   |

PRECEDENTI NEI PLAYOFF
|  | Miami Heat (2012) | 1 – 1 | Indiana Pacers (2004) |  |

## Western Conference

### Primo turno

#### (1) Oklahoma City Thunder - (8) Houston Rockets
RISULTATO FINALE: 4-2
| Arbitri: | Ron Garretson Tony Brothers Zach Zarba |

|                 |          |                       |
| K. Durant 24    | Punti    | J. Harden 20          |
| R. Westbrook 10 | Assist   | P. Beverley, J. Lin 4 |
| R. Westbrook 8  | Rimbalzi | T. Jones 8            |

| Arbitri: | Danny Crawford Marc Davis Jason Phillips |

|                            |          |                          |
| K. Durant, R. Westbrook 29 | Punti    | J. Harden 36             |
| K. Durant 9                | Assist   | J. Harden, P. Beverley 6 |
| S. Ibaka 11                | Rimbalzi | Ö. Aşık 14               |

| Arbitri: | Joey Crawford Tony Brown James Capers |

|                      |          |              |
| J. Harden 30         | Punti    | K. Durant 41 |
| C. Parsons 7         | Assist   | K. Durant 4  |
| Ö. Aşık, J. Harden 8 | Rimbalzi | K. Durant 14 |

| Arbitri: | Monty McCutchen Pat Fraher Bennett Salvatore |

|               |          |              |
| C. Parsons 27 | Punti    | K. Durant 38 |
| C. Parsons 8  | Assist   | K. Durant 6  |
| Ö. Aşık 14    | Rimbalzi | K. Durant 8  |

| Arbitri: | Ed Malloy Ken Mauer Bill Spooner |

|              |          |              |
| K. Durant 36 | Punti    | J. Harden 31 |
| K. Durant 7  | Assist   | C. Parsons 4 |
| S. Ibaka 9   | Rimbalzi | Ö. Aşık 11   |

| Arbitri: | Mike Callahan Sean Corbin Tom Washington |

|              |          |               |
| J. Harden 26 | Punti    | K. Durant 27  |
| J. Harden 7  | Assist   | R. Jackson 8  |
| Ö. Aşık 13   | Rimbalzi | N. Collison 9 |

PRECEDENTI IN REGULAR SEASON
| Regular Season 2012-13 | Oklahoma Thunder | 2 – 1                                                                  | Houston Rockets | Referto 1 - Referto 2 - Referto 3 |
| Oklahoma City Thunder 120 Houston Rockets 94 Houston Rockets 122 Punti 98 Houston Rockets 124 Oklahoma City Thunder 119 Oklahoma City Thunder |                  |                                                                        |                 |                                   |
| |                  |                                                                        |                 |                                   |
| Oklahoma City Thunder 120 Houston Rockets 94 Houston Rockets 122                                                                              | Punti            | 98 Houston Rockets 124 Oklahoma City Thunder 119 Oklahoma City Thunder |                 |                                   |

PRECEDENTI NEI PLAYOFF
|  | Oklahoma Thunder (1982, 1987, 1989, 1993, 1996) | 5 – 1 | Houston Rockets (1997) |  |

#### (2) San Antonio Spurs - (7) Los Angeles Lakers
RISULTATO FINALE: 4-0
| Arbitri: | Danny Crawford Marc Davis Jason Phillips |

|                           |          |              |
| E. Ginóbili, T. Parker 18 | Punti    | D. Howard 20 |
| T. Parker 8               | Assist   | P. Gasol 6   |
| K. Leonard 11             | Rimbalzi | P. Gasol 16  |

| Arbitri: | Mike Callahan David Guthrie Tom Washington |

|                          |          |                        |
| T. Parker 28             | Punti    | D. Howard, S. Blake 16 |
| E. Ginóbili, T. Parker 7 | Assist   | S. Nash 6              |
| K. Leonard 7             | Rimbalzi | D. Howard, P. Gasol 9  |

| Arbitri: | Ken Mauer Ed Malloy Leon Wood |

|              |          |              |
| D. Howard 25 | Punti    | T. Duncan 26 |
| P. Gasol 10  | Assist   | T. Parker 7  |
| P. Gasol 13  | Rimbalzi | T. Duncan 9  |

| Arbitri: | Derrick Stafford Bennie Adams Rodney Mott |

|                       |          |                          |
| P. Gasol 16           | Punti    | T. Parker 23             |
| C. Duhon 7            | Assist   | E. Ginóbili, C. Joseph 6 |
| P. Gasol, D. Howard 8 | Rimbalzi | K. Leonard 7             |

PRECEDENTI IN REGULAR SEASON
| Regular Season 2012-13 | San Antonio Spurs | 2 – 1                                                            | L.A. Lakers | Referto 1 - Referto 2, Referto 3 |
| Los Angeles Lakers 82 San Antonio Spurs 108 Los Angeles Lakers 91 Punti 84 San Antonio Spurs 105 Los Angeles Lakers 86 San Antonio Spurs |                   |                                                                  |             |                                  |
| |                   |                                                                  |             |                                  |
| Los Angeles Lakers 82 San Antonio Spurs 108 Los Angeles Lakers 91                                                                        | Punti             | 84 San Antonio Spurs 105 Los Angeles Lakers 86 San Antonio Spurs |             |                                  |

PRECEDENTI NEI PLAYOFF
|  | L.A. Lakers (1982, 1983, 1986, 1988, 2001, 2002, 2004, 2008) | 8 – 3 | San Antonio Spurs (1995, 1999, 2003) |  |

#### (3) Denver Nuggets - (6) Golden State Warriors
RISULTATO FINALE: 2-4
| Arbitri: | Mike Callahan David Guthrie Tom Washington |

|                          |          |                     |
| A. Miller 28             | Punti    | K. Thompson 22      |
| A. Iguodala, A. Miller 5 | Assist   | J. Jack 10          |
| W. Chandler 13           | Rimbalzi | A. Bogut, D. Lee 14 |

| Arbitri: | Scott Foster John Goble Bill Kennedy |

|                         |          |             |
| C. Brewer, T. Lawson 19 | Punti    | S. Curry 30 |
| T. Lawson 12            | Assist   | S. Curry 13 |
| W. Chandler 6           | Rimbalzi | A. Bogut 8  |

| Arbitri: | Derrick Stafford Bennie Adams Rodney Mott |

|             |          |               |
| S. Curry 29 | Punti    | T. Lawson 35  |
| S. Curry 11 | Assist   | W. Chandler 9 |
| A. Bogut 9  | Rimbalzi | T. Lawson 10  |

| Arbitri: | Ken Mauer Ed Malloy Leon Wood |

|             |          |              |
| S. Curry 31 | Punti    | T. Lawson 26 |
| J. Jack 9   | Assist   | T. Lawson 6  |
| D. Green 6  | Rimbalzi | K. Faried 12 |

| Arbitri: | Tony Brothers Ron Garretson Eric Lewis |

|                |          |              |
| A. Iguodala 25 | Punti    | H. Barnes 23 |
| T. Lawson 10   | Assist   | S. Curry 8   |
| A. Iguodala 12 | Rimbalzi | H. Barnes 9  |

| Arbitri: | Danny Crawford Marc Davis Michael Smith |

|             |          |                          |
| S. Curry 22 | Punti    | A. Iguodala 24           |
| S. Curry 8  | Assist   | A. Iguodala, T. Lawson 6 |
| A. Bogut 21 | Rimbalzi | K. Faried 11             |

PRECEDENTI IN REGULAR SEASON
| Regular Season 2012-13 | Denver Nuggets | 3 – 1                                                                                             | G.S. Warriors | Referto 1 - Referto 2 - Referto 3 - Referto 4 |
| Golden State Warriors 101 Denver Nuggets 102 Golden State Warriors 106 Denver Nuggets 116 Punti 107 Denver Nuggets (2 t.s.) 91 Golden State Warriors 105 Denver Nuggets 105 Golden State Warriors |                |                                                                                                   |               |                                               |
| |                |                                                                                                   |               |                                               |
| Golden State Warriors 101 Denver Nuggets 102 Golden State Warriors 106 Denver Nuggets 116 | Punti          | 107 Denver Nuggets (2 t.s.) 91 Golden State Warriors 105 Denver Nuggets 105 Golden State Warriors |               |                                               |

PRECEDENTI NEI PLAYOFF

Si è trattata della prima sfida tra le due squadre ai playoff.

#### (4) Los Angeles Clippers - (5) Memphis Grizzlies
RISULTATO FINALE: 2-4
| Arbitri: | Scott Foster John Goble Bill Kennedy |

|             |          |               |
| C. Paul 23  | Punti    | J. Bayless 19 |
| C. Paul 7   | Assist   | M. Gasol 7    |
| D. Jordan 8 | Rimbalzi | E. Davis 6    |

| Arbitri: | Mike Callahan David Guthrie Tom Washington |

|              |          |              |
| C. Paul 24   | Punti    | M. Conley 28 |
| C. Paul 9    | Assist   | M. Conley 9  |
| B. Griffin 8 | Rimbalzi | T. Allen 10  |

| Arbitri: | Ron Garretson Tony Brothers Eric Lewis |

|                |          |               |
| Z. Randolph 27 | Punti    | B. Griffin 16 |
| M. Conley 10   | Assist   | C. Paul 4     |
| Z. Randolph 11 | Rimbalzi | D. Jordan 8   |

| Arbitri: | Monty McCutchen Pat Fraher Bennett Salvatore |

|                          |          |                        |
| M. Gasol, Z. Randolph 24 | Punti    | B. Griffin, C. Paul 19 |
| M. Conley 13             | Assist   | C. Paul 6              |
| M. Gasol 13              | Rimbalzi | B. Griffin 10          |

| Arbitri: | Dan Crawford Marc Davis Jason Phillips |

|              |          |                |
| C. Paul 35   | Punti    | Z. Randolph 25 |
| B. Griffin 5 | Assist   | M. Conley 6    |
| M. Barnes 9  | Rimbalzi | Z. Randolph 11 |

| Arbitri: | Joey Crawford Rodney Mott Derrick Stafford |

|                           |          |              |
| Z. Randolph, M. Conley 23 | Punti    | M. Barnes 30 |
| M. Conley 7               | Assist   | C. Paul 8    |
| T. Allen, M. Gasol 7      | Rimbalzi | M. Barnes 10 |

PRECEDENTI IN REGULAR SEASON
| Regular Season 2012-13 | L.A. Clippers | 3 – 1                                                                                     | Memphis Grizzlies | Referto 1 - Referto 2 - Referto 3 - Referto 4 |
| Los Angeles Clippers 101 Memphis Grizzlies 73 Los Angeles Clippers 85 Memphis Grizzlies 87 Punti 92 Memphis Grizzlies 99 Los Angeles Clippers 96 Memphis Grizzlies 91 Los Angeles Clippers |               |                                                                                           |                   |                                               |
| |               |                                                                                           |                   |                                               |
| Los Angeles Clippers 101 Memphis Grizzlies 73 Los Angeles Clippers 85 Memphis Grizzlies 87                                                                                                 | Punti         | 92 Memphis Grizzlies 99 Los Angeles Clippers 96 Memphis Grizzlies 91 Los Angeles Clippers |                   |                                               |

PRECEDENTI NEI PLAYOFF
|  | L.A. Clippers (2012) | 1 – 0 | Memphis Grizzlies |  |

### Semifinali

#### (1) Oklahoma City Thunder - (5) Memphis Grizzlies
RISULTATO FINALE: 1-4
| Arbitri: | Scott Foster John Goble Bill Kennedy |

|              |          |                                     |
| K. Durant 35 | Punti    | M. Gasol 20                         |
| K. Durant 6  | Assist   | M. Conley, M. Gasol, Q. Pondexter 3 |
| K. Durant 15 | Rimbalzi | Z. Randolph 10                      |

| Arbitri: | Monty McCutchen Ron Garretson Gary Zielinski |

|              |          |              |
| K. Durant 36 | Punti    | M. Conley 26 |
| K. Durant 9  | Assist   | M. Conley 9  |
| K. Durant 11 | Rimbalzi | M. Conley 10 |

| Arbitri: | Ken Mauer Ed Malloy Tom Washington |

|                |          |              |
| M. Gasol 20    | Punti    | K. Durant 25 |
| M. Conley 6    | Assist   | K. Durant 5  |
| Z. Randolph 10 | Rimbalzi | K. Durant 11 |

| Arbitri: | Joey Crawford James Capers Bennett Salvatore |

|                        |          |              |
| M. Conley 24           | Punti    | K. Durant 27 |
| M. Conley, T. Prince 5 | Assist   | R. Jackson 8 |
| Z. Randolph 12         | Rimbalzi | S. Ibaka 14  |

| Arbitri: | Dan Crawford Marc Davis Jason Phillips |

|              |          |                |
| K. Durant 21 | Punti    | Z. Randolph 28 |
| K. Durant 6  | Assist   | M. Conley 11   |
| R. Jackson 9 | Rimbalzi | Z. Randolph 14 |

PRECEDENTI IN REGULAR SEASON
| Regular Season 2012-13 | Oklahoma Thunder | 1 – 2                                                               | Memphis Grizzlies | Referto 1 - Referto 2 - Referto 3 |
| Oklahoma City Thunder 97 Oklahoma City Thunder 106 (1 t.s.) Memphis Grizzlies 90 Punti 107 Memphis Grizzlies 89 Memphis Grizzlies 89 Oklahoma City Thunder |                  |                                                                     |                   |                                   |
| |                  |                                                                     |                   |                                   |
| Oklahoma City Thunder 97 Oklahoma City Thunder 106 (1 t.s.) Memphis Grizzlies 90                                                                           | Punti            | 107 Memphis Grizzlies 89 Memphis Grizzlies 89 Oklahoma City Thunder |                   |                                   |

PRECEDENTI NEI PLAYOFF
|  | Oklahoma Thunder (2011) | 1 – 0 | Memphis Grizzlies |  |

#### (2) San Antonio Spurs - (6) Golden State Warriors
RISULTATO FINALE: 4-2
| Arbitri: | Mike Callahan Tony Brothers Zach Zarba |

|                |          |             |
| T. Parker 28   | Punti    | S. Curry 44 |
| E. Ginóbili 11 | Assist   | S. Curry 11 |
| T. Duncan 11   | Rimbalzi | A. Bogut 15 |

| Arbitri: | Danny Crawford James Capers Jason Phillips |

|               |          |                |
| T. Duncan 23  | Punti    | K. Thompson 34 |
| E. Ginóbili 4 | Assist   | D. Green 5     |
| K. Leonard 12 | Rimbalzi | K. Thompson 14 |

| Arbitri: | Monty McCutchen Rodney Mott Bill Spooner |

|                |          |              |
| K. Thompson 17 | Punti    | T. Parker 32 |
| S. Curry 8     | Assist   | T. Parker 5  |
| A. Bogut 12    | Rimbalzi | T. Duncan 10 |

| Arbitri: | Scott Foster John Goble Bill Kennedy |

|                                |          |                                       |
| H. Barnes 26                   | Punti    | E. Ginóbili 21                        |
| S. Curry, C. Landry, J. Jack 4 | Assist   | T. Parker, T. Splitter, E. Ginóbili 3 |
| A. Bogut 18                    | Rimbalzi | T. Duncan 15                          |

| Arbitri: | Ed Malloy Ken Mauer Tom Washington |

|              |          |              |
| T. Parker 25 | Punti    | H. Barnes 25 |
| T. Parker 10 | Assist   | S. Curry 8   |
| T. Duncan 11 | Rimbalzi | H. Barnes 7  |

| Arbitri: | Joey Crawford Sean Corbin Derrick Stafford |

|                      |          |                |
| S. Curry 22          | Punti    | T. Duncan 19   |
| S. Curry 6           | Assist   | E. Ginóbili 11 |
| A. Bogut, F. Ezeli 7 | Rimbalzi | K. Leonard 10  |

PRECEDENTI IN REGULAR SEASON
| Regular Season 2012-13 | San Antonio Spurs | 2 – 2                                                                                         | G.S. Warriors | Referto 1 - Referto 2 - Referto 3 - Referto 4 |
| San Antonio Spurs 95 (1 t.s.) Golden State Warriors 107 San Antonio Spurs 104 Golden State Warriors 116 Punti 88 Golden State Warriors 101 San Antonio Spurs 93 Golden State Warriors 106 San Antonio Spurs |                   |                                                                                               |               |                                               |
| |                   |                                                                                               |               |                                               |
| San Antonio Spurs 95 (1 t.s.) Golden State Warriors 107 San Antonio Spurs 104 Golden State Warriors 116 | Punti             | 88 Golden State Warriors 101 San Antonio Spurs 93 Golden State Warriors 106 San Antonio Spurs |               |                                               |

PRECEDENTI NEI PLAYOFF
|  | San Antonio Spurs | 0 – 1 | G.S. Warriors (1991) |  |

### Finale

#### (2) San Antonio Spurs - (5) Memphis Grizzlies
RISULTATO FINALE: 4-0
| Arbitri: | Danny Crawford James Capers Marc Davis |

|              |          |                         |
| T. Parker 20 | Punti    | Q. Pondexter 17         |
| T. Parker 9  | Assist   | M. Conley 8             |
| T. Duncan 10 | Rimbalzi | Z. Randolph, M. Gasol 7 |

| Arbitri: | Scott Foster Bill Kennedy Bill Spooner |

|                         |          |                          |
| T. Duncan 17            | Punti    | J. Bayless, M. Conley 18 |
| T. Parker 18            | Assist   | M. Conley, M. Gasol 4    |
| T. Duncan, K. Leonard 9 | Rimbalzi | Z. Randolph 18           |

| Arbitri: | Joey Crawford Ron Garretson Derrick Stafford |

|                |          |                                     |
| M. Conley 20   | Punti    | T. Parker 26                        |
| M. Gasol 5     | Assist   | T. Duncan, E. Ginóbili, T. Parker 5 |
| Z. Randolph 15 | Rimbalzi | K. Leonard 11                       |

| Arbitri: | Monty McCutchen Tony Brothers Zach Zarba |

|                         |          |                          |
| Q. Pondexter 22         | Punti    | T. Parker 37             |
| M. Conley 7             | Assist   | E. Ginóbili, T. Parker 6 |
| T. Allen, Z. Randolph 8 | Rimbalzi | T. Duncan 8              |

PRECEDENTI IN REGULAR SEASON
| Regular Season 2012-13 | San Antonio Spurs | 2 – 2                                                                               | Memphis Grizzlies | Referto 1 - Referto 2 - Referto 3 - Referto 4 |
| (1 t.s.) San Antonio Spurs 99 (1 t.s.) Memphis Grizzlies 101 San Antonio Spurs 103 Memphis Grizzlies 92 Punti 95 Memphis Grizzlies 98 San Antonio Spurs 82 Memphis Grizzlies 90 San Antonio Spurs |                   |                                                                                     |                   |                                               |
| |                   |                                                                                     |                   |                                               |
| (1 t.s.) San Antonio Spurs 99 (1 t.s.) Memphis Grizzlies 101 San Antonio Spurs 103 Memphis Grizzlies 92                                                                                           | Punti             | 95 Memphis Grizzlies 98 San Antonio Spurs 82 Memphis Grizzlies 90 San Antonio Spurs |                   |                                               |

PRECEDENTI NEI PLAYOFF
|  | San Antonio Spurs (2004) | 1 – 1 | Memphis Grizzlies (2011) |  |

## NBA Finals 2013

### Miami Heat - San Antonio Spurs
RISULTATO FINALE
|  | Miami Heat | 4 – 3 | San Antonio Spurs |  |

PRECEDENTI IN REGULAR SEASON
| Regular Season 2012-13                                                        | Miami Heat | 2 – 0                               | San Antonio Spurs | Referto 1 - Referto 2 |
| Miami Heat 105 San Antonio Spurs 86 Punti 100 San Antonio Spurs 88 Miami Heat |            |                                     |                   |                       |
|                                                                               |            |                                     |                   |                       |
| Miami Heat 105 San Antonio Spurs 86                                           | Punti      | 100 San Antonio Spurs 88 Miami Heat |                   |                       |

PRECEDENTI NEI PLAYOFF

Si è trattata della prima sfida tra le due squadre ai playoff.

#### Roster
| \| Pos. \| Num. \| Naz. \| Nome \| Altezza \| Peso \| Data nascita \| Provenienza \| \| ---- \| ---- \| ---- \| ---------------- \| ------- \| ------ \| ------------ \| --------------------------------------- \| \| G \| 34 \| \| Allen, Ray \| 196 cm \| 93 kg \| 20-07-1975 \| Connecticut \| \| AG \| 11 \| \| Andersen, Chris \| 208 cm \| 103 kg \| 07-07-1978 \| Blinn \| \| C \| 50 \| \| Anthony, Joel \| 206 cm \| 111 kg \| 09-08-1982 \| UNLV \| \| AP \| 31 \| \| Battier, Shane \| 203 cm \| 100 kg \| 09-09-1978 \| Duke \| \| AG \| 1 \| \| Bosh, Chris \| 211 cm \| 104 kg \| 24-03-1984 \| Georgia Tech \| \| P \| 15 \| \| Chalmers, Mario \| 188 cm \| 86 kg \| 19-05-1986 \| Kansas \| \| P \| 30 \| \| Cole, Norris \| 188 cm \| 77 kg \| 13-10-1988 \| Cleveland State \| \| C \| 55 \| \| Harrellson, Josh \| 208 cm \| 125 kg \| 12-02-1989 \| Kentucky Wildcats \| \| G \| 14 \| \| Harris, Terrel \| 190 cm \| 91 kg \| 10-08-1987 \| OSU Cowboys \| \| AG \| 40 \| \| Haslem, Udonis \| 203 cm \| 107 kg \| 09-06-1980 \| Florida \| \| AG \| 5 \| \| Howard, Juwan \| 206 cm \| 109 kg \| 07-02-1973 \| Michigan \| \| AP \| 6 \| \| James, LeBron \| 203 cm \| 114 kg \| 30-12-1984 \| St. Vincent St. Mary High School (Ohio) \| \| AP \| 22 \| \| Jones, James \| 203 cm \| 98 kg \| 04-10-1980 \| Miami (FL) \| \| A \| 9 \| \| Lewis, Rashard \| 208 cm \| 104 kg \| 08-08-1979 \| Alief Elsik High School (Texas) \| \| G \| 13 \| \| Miller, Mike \| 203 cm \| 99 kg \| 19-02-1980 \| Florida \| \| C \| 45 \| \| Pittman, Dexter \| 211 cm \| 140 kg \| 02-03-1988 \| Texas Longhorns \| \| C \| 24 \| \| Varnado, Jarvis \| 206 cm \| 104 kg \| 01-03-1988 \| Mississippi State \| \| G \| 3 \| \| Wade, Dwyane \| 193 cm \| 96 kg \| 17-01-1982 \| Marquette \| | Allenatore - Erik Spoelstra Assistente/i - Bob McAdoo (Vice-allenatore) - Keith Askins (Vice-allenatore) - Ron Rothstein (Vice-allenatore) - David Fizdale (Vice-allenatore) - Chad Kammerer (Vice-allenatore) - Octavio De La Grana (Vice-allenatore/Scout) - Bill Foran (Preparatore fisico) - Jay Sabol (Preparatore atletico) - Rey Jaffet (Assistente preparatore atletico) - Rob Pimental (Assistente preparatore atletico) Legenda - (C) Capitano - (FA) Free agent - (S) Sospeso - (TW) Contratto Two-way - (GL) Assegnato a squadra G League affiliata - Infortunato Roster • Transazioni · Ultima transazione: 28 giugno 2013 |                        |                  |         |        |              |                                         |
| Pos. | Num. | Naz.                   | Nome             | Altezza | Peso   | Data nascita | Provenienza                             |
| G | 34 | Stati Uniti (bandiera) | Allen, Ray       | 196 cm  | 93 kg  | 20-07-1975   | Connecticut                             |
| AG | 11 | Stati Uniti (bandiera) | Andersen, Chris  | 208 cm  | 103 kg | 07-07-1978   | Blinn                                   |
| C | 50 | Canada (bandiera)      | Anthony, Joel    | 206 cm  | 111 kg | 09-08-1982   | UNLV                                    |
| AP | 31 | Stati Uniti (bandiera) | Battier, Shane   | 203 cm  | 100 kg | 09-09-1978   | Duke                                    |
| AG | 1 | Stati Uniti (bandiera) | Bosh, Chris      | 211 cm  | 104 kg | 24-03-1984   | Georgia Tech                            |
| P | 15 | Stati Uniti (bandiera) | Chalmers, Mario  | 188 cm  | 86 kg  | 19-05-1986   | Kansas                                  |
| P | 30 | Stati Uniti (bandiera) | Cole, Norris     | 188 cm  | 77 kg  | 13-10-1988   | Cleveland State                         |
| C | 55 | Stati Uniti (bandiera) | Harrellson, Josh | 208 cm  | 125 kg | 12-02-1989   | Kentucky Wildcats                       |
| G | 14 | Stati Uniti (bandiera) | Harris, Terrel   | 190 cm  | 91 kg  | 10-08-1987   | OSU Cowboys                             |
| AG | 40 | Stati Uniti (bandiera) | Haslem, Udonis   | 203 cm  | 107 kg | 09-06-1980   | Florida                                 |
| AG | 5 | Stati Uniti (bandiera) | Howard, Juwan    | 206 cm  | 109 kg | 07-02-1973   | Michigan                                |
| AP | 6 | Stati Uniti (bandiera) | James, LeBron    | 203 cm  | 114 kg | 30-12-1984   | St. Vincent St. Mary High School (Ohio) |
| AP | 22 | Stati Uniti (bandiera) | Jones, James     | 203 cm  | 98 kg  | 04-10-1980   | Miami (FL)                              |
| A | 9 | Stati Uniti (bandiera) | Lewis, Rashard   | 208 cm  | 104 kg | 08-08-1979   | Alief Elsik High School (Texas)         |
| G | 13 | Stati Uniti (bandiera) | Miller, Mike     | 203 cm  | 99 kg  | 19-02-1980   | Florida                                 |
| C | 45 | Stati Uniti (bandiera) | Pittman, Dexter  | 211 cm  | 140 kg | 02-03-1988   | Texas Longhorns                         |
| C | 24 | Stati Uniti (bandiera) | Varnado, Jarvis  | 206 cm  | 104 kg | 01-03-1988   | Mississippi State                       |
| G | 3 | Stati Uniti (bandiera) | Wade, Dwyane     | 193 cm  | 96 kg  | 17-01-1982   | Marquette                               |

| \| Pos. \| Num. \| Naz. \| Nome \| Altezza \| Peso \| Data nascita \| Provenienza \| \| ---- \| ---- \| ---- \| ----------------- \| ------- \| ------ \| ------------ \| ------------------------------------------- \| \| A \| 11 \| \| Anderson, James \| 198 cm \| 98 kg \| 25-03-1989 \| OSU Cowboys \| \| C \| 16 \| \| Baynes, Aron \| 208 cm \| 118 kg \| 09-12-1986 \| Washington State \| \| A \| 45 \| \| Blair, DeJuan \| 201 cm \| 122 kg \| 22-04-1989 \| Pittsburgh \| \| A \| 15 \| \| Bonner, Matt \| 208 cm \| 109 kg \| 05-04-1980 \| Florida \| \| G \| 25 \| \| de Colo, Nando \| 195 cm \| 85 kg \| 23-06-1982 \| Cholet Basket (France) \| \| A/C \| 33 \| \| Diaw, Boris \| 203 cm \| 104 kg \| 16-04-1982 \| Pau-Orthez (France) \| \| A/C \| 21 \| \| Duncan, Tim \| 211 cm \| 112 kg \| 25-04-1976 \| Wake Forest \| \| G \| 20 \| \| Ginóbili, Emanuel \| 198 cm \| 93 kg \| 28-07-1977 \| Viola Reggio Calabria (Italy) \| \| G/AP \| 4 \| \| Green, Danny \| 198 cm \| 95 kg \| 22-06-1987 \| North Carolina \| \| G/AP \| 3 \| \| Jackson, Stephen \| 203 cm \| 98 kg \| 05-04-1978 \| Fort Wayne Fury \| \| G \| 5 \| \| Joseph, Cory \| 191 cm \| 84 kg \| 20-08-1991 \| Texas \| \| A \| 2 \| \| Leonard, Kawhi \| 201 cm \| 102 kg \| 29-06-1991 \| San Diego State \| \| G/AP \| 1 \| \| McGrady, Tracy \| 203 cm \| 101 kg \| 24-05-1979 \| Mt. Zion Christian Academy (North Carolina) \| \| P \| 8 \| \| Mills, Patty \| 183 cm \| 79 kg \| 11-08-1988 \| Saint Mary's \| \| G \| 14 \| \| Neal, Gary \| 193 cm \| 95 kg \| 03-10-1984 \| Towson \| \| G \| 9 \| \| Parker, Tony \| 188 cm \| 82 kg \| 17-05-1982 \| Paris Basket Racing (France) \| \| A/C \| 22 \| \| Splitter, Tiago \| 211 cm \| 109 kg \| 01-01-1985 \| Baskonia (Spain) \| | Allenatore - Gregg Popovich Assistente/i - Mike Budenholzer (Vice-allenatore) - Brett Brown (Vice-allenatore) - Chip Engelland (Vice-allenatore) - Chad Forcier (Vice-allenatore) - Ime Udoka (Vice-allenatore) - Matt Herring (Preparatore fisico) - Will Sevening (Preparatore atletico) Legenda - (C) Capitano - (FA) Free agent - (S) Sospeso - (TW) Contratto Two-way - (GL) Assegnato a squadra G League affiliata - Infortunato Roster • Transazioni · Ultima transazione: 30 giugno 2013 |                                    |                   |         |        |              |                                             |
| Pos. | Num. | Naz.                               | Nome              | Altezza | Peso   | Data nascita | Provenienza                                 |
| A | 11 | Stati Uniti (bandiera)             | Anderson, James   | 198 cm  | 98 kg  | 25-03-1989   | OSU Cowboys                                 |
| C | 16 | Australia (bandiera)               | Baynes, Aron      | 208 cm  | 118 kg | 09-12-1986   | Washington State                            |
| A | 45 | Stati Uniti (bandiera)             | Blair, DeJuan     | 201 cm  | 122 kg | 22-04-1989   | Pittsburgh                                  |
| A | 15 | Stati Uniti (bandiera)             | Bonner, Matt      | 208 cm  | 109 kg | 05-04-1980   | Florida                                     |
| G | 25 | Francia (bandiera)                 | de Colo, Nando    | 195 cm  | 85 kg  | 23-06-1982   | Cholet Basket (France)                      |
| A/C | 33 | Francia (bandiera)                 | Diaw, Boris       | 203 cm  | 104 kg | 16-04-1982   | Pau-Orthez (France)                         |
| A/C | 21 | Isole Vergini Americane (bandiera) | Duncan, Tim       | 211 cm  | 112 kg | 25-04-1976   | Wake Forest                                 |
| G | 20 | Argentina (bandiera)               | Ginóbili, Emanuel | 198 cm  | 93 kg  | 28-07-1977   | Viola Reggio Calabria (Italy)               |
| G/AP | 4 | Stati Uniti (bandiera)             | Green, Danny      | 198 cm  | 95 kg  | 22-06-1987   | North Carolina                              |
| G/AP | 3 | Stati Uniti (bandiera)             | Jackson, Stephen  | 203 cm  | 98 kg  | 05-04-1978   | Fort Wayne Fury                             |
| G | 5 | Canada (bandiera)                  | Joseph, Cory      | 191 cm  | 84 kg  | 20-08-1991   | Texas                                       |
| A | 2 | Stati Uniti (bandiera)             | Leonard, Kawhi    | 201 cm  | 102 kg | 29-06-1991   | San Diego State                             |
| G/AP | 1 | Stati Uniti (bandiera)             | McGrady, Tracy    | 203 cm  | 101 kg | 24-05-1979   | Mt. Zion Christian Academy (North Carolina) |
| P | 8 | Australia (bandiera)               | Mills, Patty      | 183 cm  | 79 kg  | 11-08-1988   | Saint Mary's                                |
| G | 14 | Stati Uniti (bandiera)             | Neal, Gary        | 193 cm  | 95 kg  | 03-10-1984   | Towson                                      |
| G | 9 | Francia (bandiera)                 | Parker, Tony      | 188 cm  | 82 kg  | 17-05-1982   | Paris Basket Racing (France)                |
| A/C | 22 | Brasile (bandiera)                 | Splitter, Tiago   | 211 cm  | 109 kg | 01-01-1985   | Baskonia (Spain)                            |

#### Risultati
| Arbitri: | Monty McCutchen Tony Brothers Jason Phillips |

|                                                                                       |            |                                                                                 |
| L. James 18                                                                           | Punti      | T. Parker 21                                                                    |
| L. James 10                                                                           | Assist     | T. Parker 6                                                                     |
| L. James 18                                                                           | Rimbalzi   | T. Duncan 14                                                                    |
| Bosh, Chalmers, Haslem, James, Wade (Allen, Andersen, Anthony, Battier, Cole, Miller) | Formazioni | Duncan, Green, Leonard, Parker, Splitter (Bonner, Diaw, Ginóbili, Joseph, Neal) |

| Arbitri: | Joey Crawford Ed Malloy Ken Mauer |

| |            | |
| M. Chalmers 19                                                                                      | Punti      | D. Green 17                                                                                            |
| L. James 7                                                                                          | Assist     | T. Parker 5                                                                                            |
| C. Bosh 10                                                                                          | Rimbalzi   | K. Leonard 14                                                                                          |
| Bosh, Chalmers, Haslem, James, Wade (Allen, Andersen, Anthony, Battier, Cole, Jones, Lewis, Miller) | Formazioni | Duncan, Green, Leonard, Parker, Splitter (Blair, Bonner, Diaw, Ginóbili, Joseph, McGrady, Mills, Neal) |

| Arbitri: | Danny Crawford James Capers Marc Davis |

| |            | |
| D. Green 27                                                                                            | Punti      | D. Wade 16                                                                                          |
| T. Parker 8                                                                                            | Assist     | D. Wade, L. James 5                                                                                 |
| T. Duncan 14                                                                                           | Rimbalzi   | L. James 11                                                                                         |
| Duncan, Green, Leonard, Parker, Splitter (Blair, Bonner, Diaw, Ginóbili, Joseph, McGrady, Mills, Neal) | Formazioni | Bosh, Chalmers, Haslem, James, Wade (Allen, Andersen, Anthony, Battier, Cole, Jones, Lewis, Miller) |

| Arbitri: | Scott Foster Mike Callahan Bill Kennedy |

|                                                                                                 |            |                                                                    |
| T. Duncan 20                                                                                    | Punti      | L. James 33                                                        |
| T. Parker 9                                                                                     | Assist     | M. Chalmers 9                                                      |
| K. Leonard 7                                                                                    | Rimbalzi   | C. Bosh 13                                                         |
| Duncan, Green, Leonard, Parker, Splitter (Blair, Bonner, De Colo, Diaw, Ginóbili, Joseph, Neal) | Formazioni | Bosh, Chalmers, Miller, James, Wade (Allen, Battier, Cole, Haslem) |

| Arbitri: | Monty McCutchen Tony Brothers Ed Malloy |

|                                                                                          |            |                                                                                           |
| T. Parker 26                                                                             | Punti      | L. James, D. Wade 25                                                                      |
| E. Ginóbili 10                                                                           | Assist     | D. Wade 10                                                                                |
| T. Duncan 12                                                                             | Rimbalzi   | L. James, C. Bosh 6                                                                       |
| Duncan, Ginóbili, Green, Leonard, Parker (Bonner, De Colo, Diaw, Joseph, Neal, Splitter) | Formazioni | Bosh, Chalmers, Miller, James, Wade (Allen, Anthony, Battier, Cole, Haslem, Jones, Lewis) |

| Arbitri: | Joey Crawford Mike Callahan Ken Mauer |

|                                                                |            |                                                                         |
| L. James 32                                                    | Punti      | T. Duncan 30                                                            |
| L. James 11                                                    | Assist     | T. Parker 8                                                             |
| C. Bosh 11                                                     | Rimbalzi   | T. Duncan 17                                                            |
| Bosh, Chalmers, Miller, James, Wade (Allen, Andersen, Battier) | Formazioni | Duncan, Ginóbili, Green, Leonard, Parker (Bonner, Diaw, Neal, Splitter) |

| Arbitri: | Danny Crawford Scott Foster Monty McCutchen |

|                                                                        |            |                                                                           |
| L. James 37                                                            | Punti      | T. Duncan 24                                                              |
| R. Allen, L. James 4                                                   | Assist     | E. Ginóbili 5                                                             |
| L. James 12                                                            | Rimbalzi   | K. Leonard 16                                                             |
| Bosh, Chalmers, Miller, James, Wade (Allen, Andersen, Battier, Haslem) | Formazioni | Duncan, Ginóbili, Green, Leonard, Parker (Bonner, Joseph, Neal, Splitter) |

| Campione NBA 2013    |
| -------------------- |
| Miami Heat 3º titolo |

#### Hall of famer
| NBA Finals      | Atleta           | Squadra           | Anno |           |
| --------------- | ---------------- | ----------------- | ---- | --------- |
| Giocatore       | Ray Allen        | Miami Heat        | 2018 | Giocatore |
| Giocatore       | Chris Bosh       | Miami Heat        | 2021 | Giocatore |
| Giocatore       | Dwyane Wade      | Miami Heat        | 2023 | Giocatore |
| Vice-allenatore | Bob McAdoo       | Miami Heat        | 2000 | Giocatore |
| Giocatore       | Tim Duncan       | San Antonio Spurs | 2020 | Giocatore |
| Giocatore       | Tracy McGrady    | San Antonio Spurs | 2017 | Giocatore |
| Giocatore       | Emanuel Ginóbili | San Antonio Spurs | 2022 | Giocatore |
| Giocatore       | Tony Parker      | San Antonio Spurs | 2023 | Giocatore |

#### MVP delle Finali
- #6 LeBron James, Miami Heat.

## Squadra vincitrice

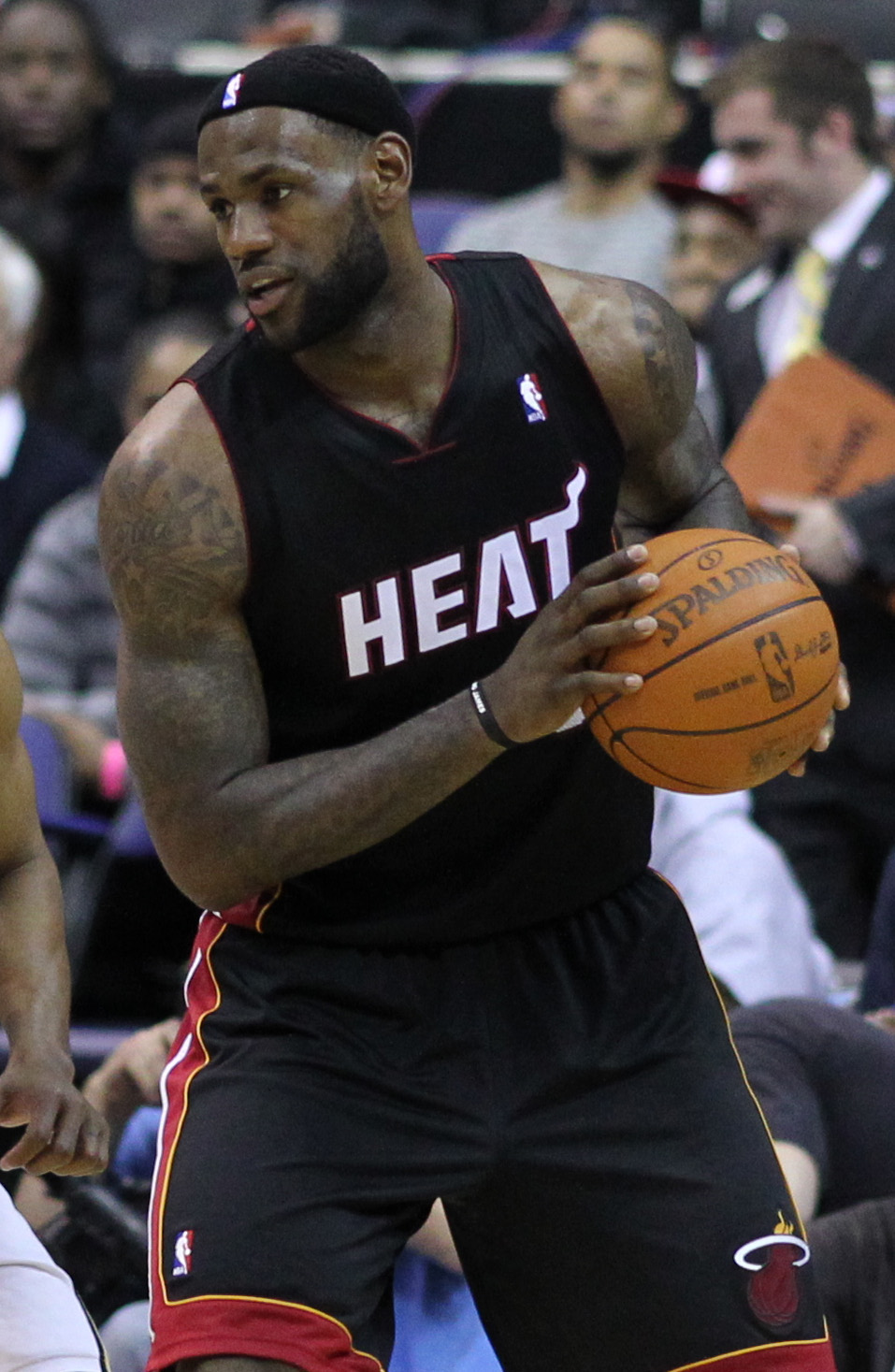
1. 6 LeBron James, Miami Heat.

| N° | Naz.                   | Ruolo | Sportivo        | Anno | Alt. | Peso |
| -- | ---------------------- | ----- | --------------- | ---- | ---- | ---- |
| 1  | Stati Uniti (bandiera) | AG    | Chris Bosh      | 1984 | 211  | 104  |
| 3  | Stati Uniti (bandiera) | G     | Dwyane Wade     | 1982 | 193  | 96   |
| 5  | Stati Uniti (bandiera) | AG    | Juwan Howard    | 1973 | 206  | 109  |
| 6  | Stati Uniti (bandiera) | AP    | LeBron James    | 1984 | 203  | 114  |
| 9  | Stati Uniti (bandiera) | A     | Rashard Lewis   | 1979 | 208  | 104  |
| 11 | Stati Uniti (bandiera) | AG    | Chris Andersen  | 1978 | 208  | 103  |
| 13 | Stati Uniti (bandiera) | G     | Mike Miller     | 1980 | 203  | 99   |
| 14 | Stati Uniti (bandiera) | G     | Terrel Harris   | 1987 | 190  | 91   |
| 15 | Stati Uniti (bandiera) | P     | Mario Chalmers  | 1986 | 188  | 86   |
| 22 | Stati Uniti (bandiera) | AP    | James Jones     | 1980 | 203  | 98   |
| 24 | Stati Uniti (bandiera) | C     | Jarvis Varnado  | 1988 | 206  | 104  |
| 30 | Stati Uniti (bandiera) | P     | Norris Cole     | 1988 | 188  | 77   |
| 31 | Stati Uniti (bandiera) | AP    | Shane Battier   | 1978 | 203  | 100  |
| 34 | Stati Uniti (bandiera) | G     | Ray Allen       | 1975 | 196  | 93   |
| 40 | Stati Uniti (bandiera) | AG    | Udonis Haslem   | 1980 | 203  | 107  |
| 45 | Stati Uniti (bandiera) | C     | Dexter Pittman  | 1988 | 211  | 140  |
| 50 | Canada (bandiera)      | C     | Joel Anthony    | 1982 | 206  | 111  |
| 55 | Stati Uniti (bandiera) | C     | Josh Harrellson | 1989 | 208  | 125  |

## Statistiche
Aggiornate al 2 giugno 2021.
| Categoria | Singola prestazione                   | Singola prestazione                               | Singola prestazione | Media                   | Media                          | Media | Media |
| Categoria | Giocatore                             | Squadra                                           | Max                 | Giocatore               | Squadra                        | Media | PG    |
| --------- | ------------------------------------- | ------------------------------------------------- | ------------------- | ----------------------- | ------------------------------ | ----- | ----- |
| Punti     | Stephen Curry Kevin Durant            | G.S. Warriors Oklahoma Thunder                    | 44 (2 t.s.) 41      | Kevin Durant            | Oklahoma Thunder               | 30,8  | 11    |
| Rimbalzi  | Andrew Bogut                          | G.S. Warriors                                     | 21                  | Kevin Garnett           | Boston Celtics                 | 13,7  | 6     |
| Assist    | Tony Parker Stephen Curry Mike Conley | San Antonio Spurs G.S. Warriors Memphis Grizzlies | 18 (t.s.) 13        | Deron Williams          | Brooklyn Nets                  | 8,4   | 7     |
| Recuperi  | Dwyane Wade                           | Miami Heat                                        | 6                   | Monta Ellis             | Milwaukee Bucks                | 2,5   | 4     |
| Stoppate  | Brook Lopez                           | Brooklyn Nets                                     | 7                   | Brook Lopez Serge Ibaka | Brooklyn Nets Oklahoma Thunder | 3     | 7 11  |